# Misson (Francja)
Misson – miejscowość i gmina we Francji, w regionie Nowa Akwitania, w departamencie Landy.
Według danych na rok 1990 gminę zamieszkiwało 607 osób, a gęstość zaludnienia wynosiła 41 osób/km² (wśród 2290 gmin Akwitanii Misson plasuje się na 638. miejscu pod względem liczby ludności, natomiast pod względem powierzchni na miejscu 768.).